# Orchestre philharmonique de Brno
L'Orchestre philharmonique de Brno (en tchèque: Filharmonie Brno) est un orchestre tchèque basé à Brno, en République tchèque. Sa principale salle de concert à Brno est le Besední dům. L'orchestre se produit également régulièrement à l'Opéra Janáček de Brno. L'orchestre reçoit le soutien de l'État, de la ville de Brno, du ministère de la Culture de la République tchèque et de la région de Moravie du Sud (Jihomoravský kraj).

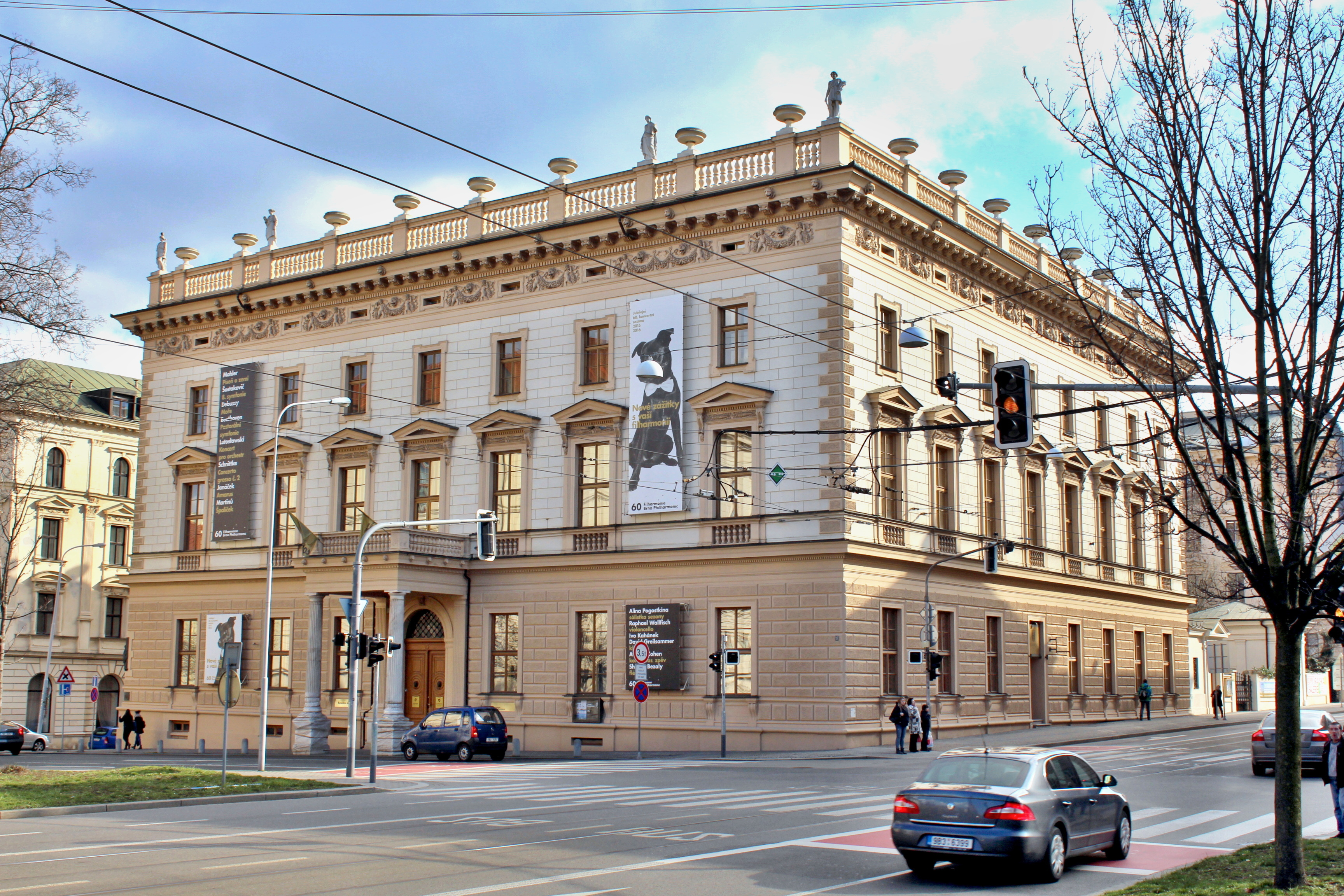
Besední dům

## Historique
L'ensemble précurseur de l'orchestre, l'Orchestre symphonique tchèque, a commencé son existence dans les années 1870 et résidait au Besední dům. L'orchestre a dû quitter le Besední dům pendant la période 1953-1957. Pendant cette période, l'actuel Orchestre Philharmonique de Brno a été formé en 1956 avec la fusion de l'Orchestre de la Radio et de l'Orchestre Symphonique de la Région de Brno. Břetislav Bakala a été le premier chef principal du nouvel orchestre, de 1956 à 1958. L'orchestre a de nouveau quitté le Besední dům en 1989, mais est revenu définitivement en 1995.
Le dernier chef principal de l'orchestre a été Aleksandar Marković, de 2009 à 2015. En mai 2017, Dennis Russell Davies a été le premier invité à diriger l'orchestre. Sur la base de cette apparition, en septembre 2017, l'orchestre a annoncé la nomination de Davies comme prochain chef principal, à compter de la saison 2018-2019, avec un contrat initial de 4 saisons.

## Chefs principaux
- Břetislav Bakala (1956–1958)
- Jaroslav Vogel (1959–1962)
- Jiří Waldhans (1962–1978)
- František Jílek (1978–1983)
- Petr Vronský (1983–1991)
- Leoš Svárovský (1991–1995)
- Otakar Trhlík (1995–1997)
- Aldo Ceccato (1997–2000)
- Petr Altrichter (2002–2009)
- Aleksandar Marković (2009–2015)
- Dennis Russell Davies (2018–)

## Chefs invités
- Caspar Richter (2002–present)
- Sir Charles Mackerras (2007–2010)